# Dendrobates truncatus
Dendrobates truncatus (tên tiếng Anh: Yellow-striped Poison Frog) là một loài ếch thuộc họ Dendrobatidae.
Đây là loài đặc hữu của Colombia.
Môi trường sống tự nhiên của chúng là rừng khô nhiệt đới hoặc cận nhiệt đới, rừng ẩm vùng đất thấp nhiệt đới hoặc cận nhiệt đới, vùng núi ẩm nhiệt đới hoặc cận nhiệt đới, đầm nước ngọt có nước theo mùa, và các đồn điền.

## Hình ảnh

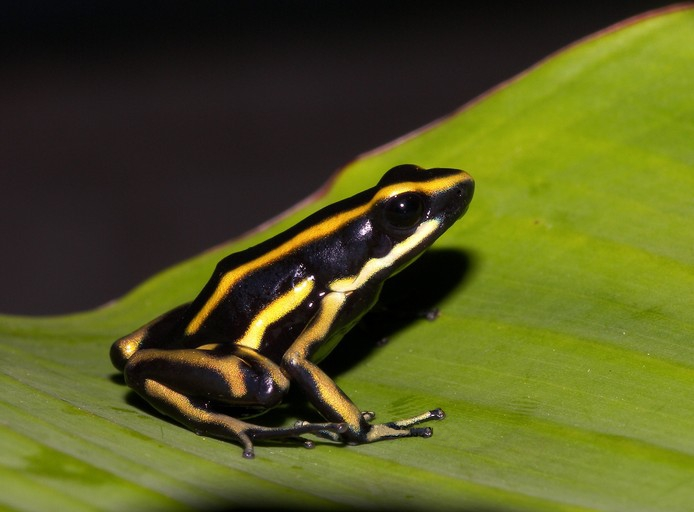
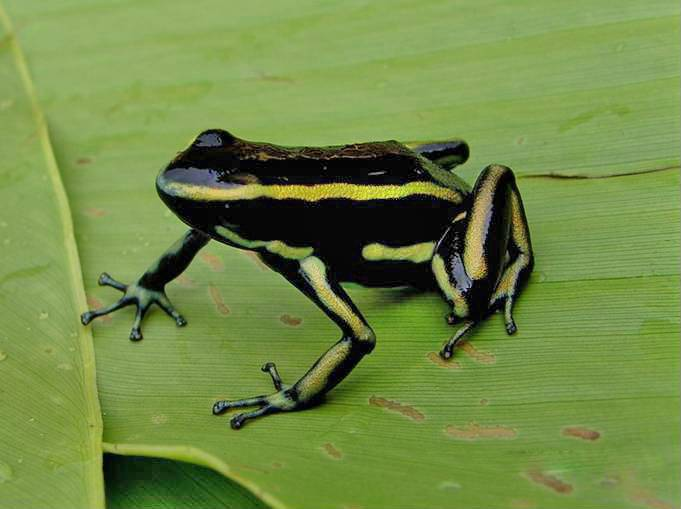
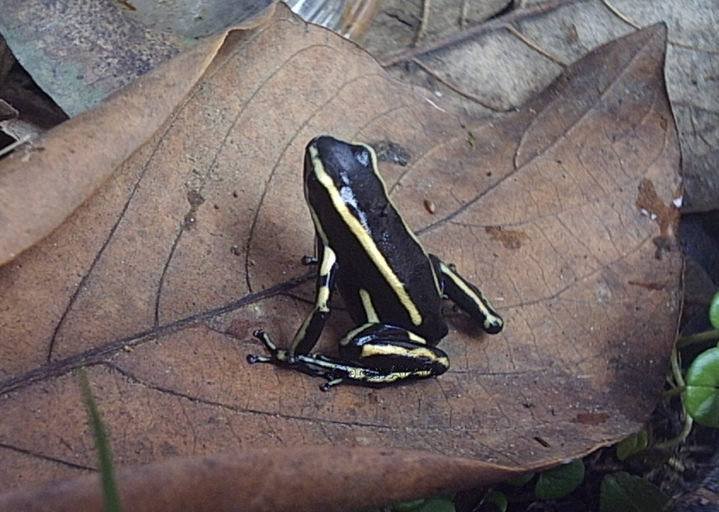
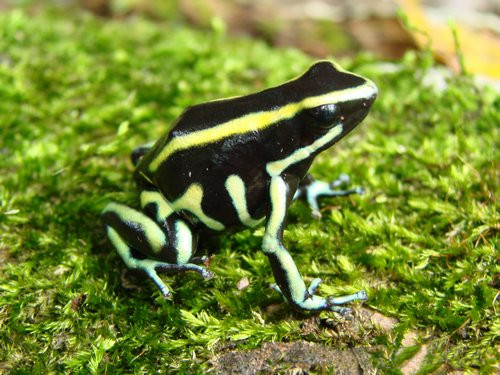